# Obiekt międzygwiezdny

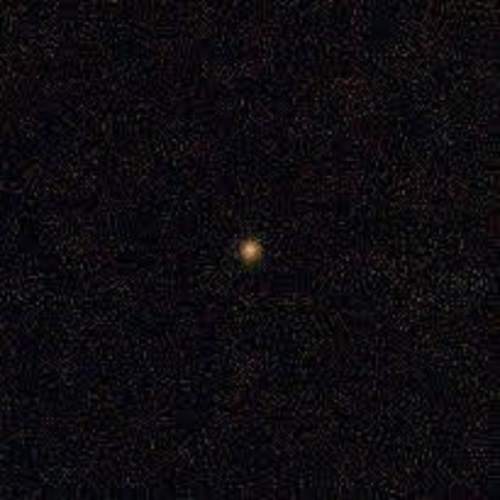
1I/ʻOumuamua, pierwszy potwierdzony międzygwiezdny intruz przechodzący przez nasz Układ Słoneczny w 2017 r.

Obiekt międzygwiezdny (międzygwiazdowy) – obiekt astronomiczny w przestrzeni kosmicznej, który nie jest grawitacyjnie związany z żadną gwiazdą. Do obiektów międzygwiezdnych zalicza się planetoidy, komety i planety swobodne, natomiast nie zalicza się do nich samych gwiazd ani ich pozostałości.
Termin ten może się również odnosić do obiektów poruszających się po trajektorii międzygwiezdnej, które tymczasowo zbliżają się do gwiazdy – na przykład niektórych asteroid i komet pochodzących spoza Układu Słonecznego (czyli tzw. egzoasteroid i egzokomet). W takim przypadku taki obiekt bywa określany mianem intruza międzygwiezdnego.
Pierwszymi odkrytymi obiektami międzygwiezdnymi były planety swobodne, czyli planety wyrzucone z swoich pierwotnych układów gwiezdnych. Przykładami takich obiektów mogą być prawdopodobnie np. OTS 44 lub Cha 110913−773444, choć trudno je jednoznacznie odróżnić od brązowych podkarłów – obiektów o masie planetarnej, które powstały w przestrzeni międzygwiezdnej, podobnie jak gwiazdy.
Pierwszym zidentyfikowanym obiektem międzygwiezdnym przemierzającym Układ Słoneczny był 1I/ʻOumuamua, odkryty w 2017 roku. Obiekty tego typu poruszają się z wyraźną hiperboliczną nadwyżką prędkości, co jednoznacznie wskazuje, że nie pochodzą z Układu Słonecznego. Wiadomo, że kiedyś były one związane z macierzystymi gwiazdami, lecz odłączyły się od nich. Takie oderwanie się planet i mniejszych obiektów od gwiazdy macierzystej może być wynikiem różnorodnych procesów.